# Linia kolejowa Lublana – Sežana
Linia kolejowa Lublana – Sežana – jedna z linii kolejowych, które tworzą sieć kolejową w Słowenii.
Linia rozpoczyna się od dworca kolejowego w Lublanie, natomiast kończy się w Sežanie. Trasa przecina kolejowe przejście graniczne Sežana i prowadzi dalej do stacji granicznej Villa Opicina po włoskiej stronie.

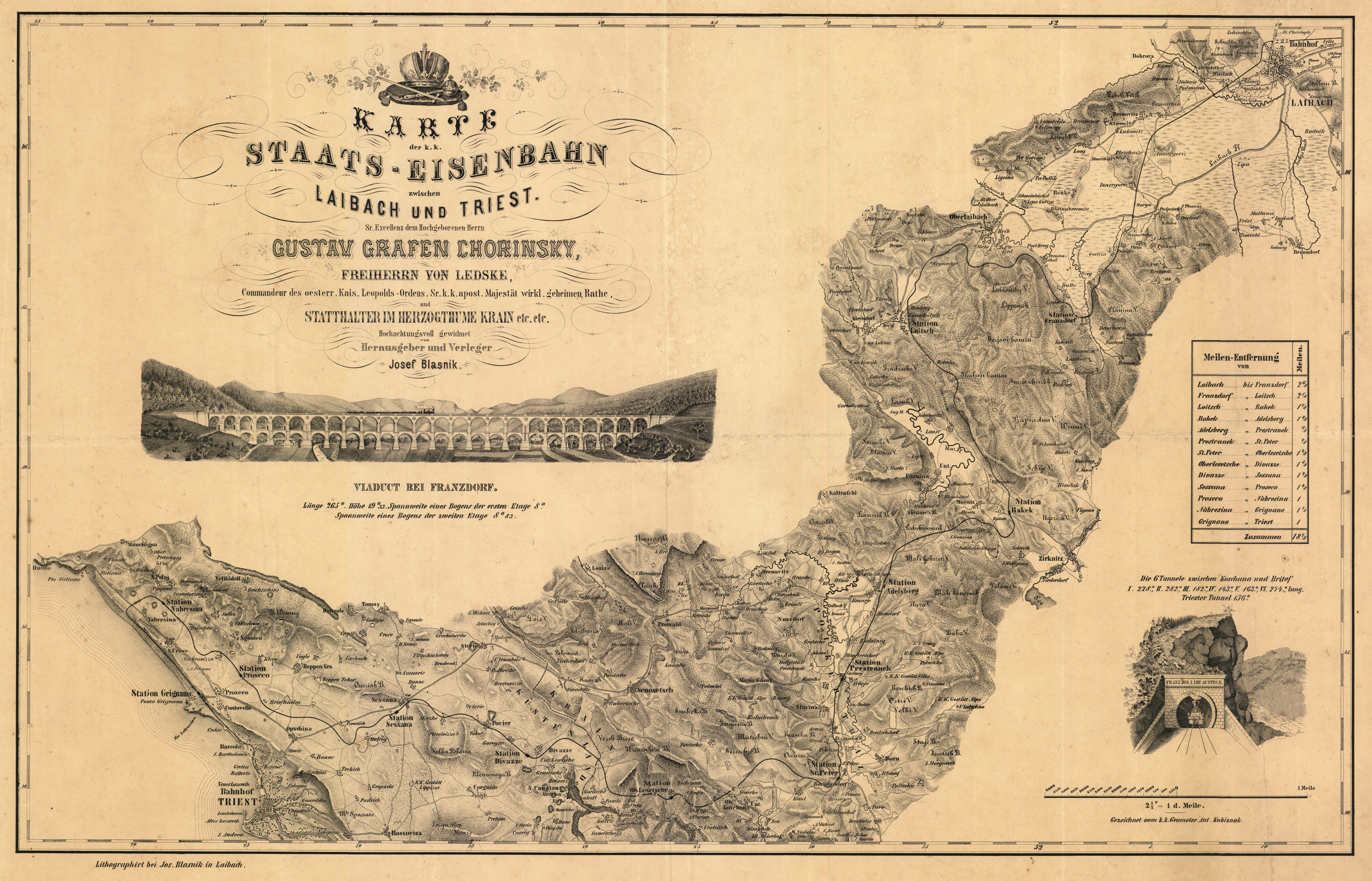
Mapa linii kolejowej łączącej Triest i Lublanę (1850)